# 萬花尺
萬花尺 （日語：スピログラフ，俗稱，俗稱），也叫繁花曲线规，是一種繪圖玩具，由外圖板及內圓圖板兩部分組成。內圓圖板像一個齒輪，沿圓心不同半徑的位置帶有許多筆洞，外圖板為一類似為內齒輪的大型圓孔，內圓板放在外圖板的圓洞中，循著圓周轉動，以鉛筆或原子筆從筆洞可以畫出像花朵一樣規則圖案。有些萬花尺會配有幾個不同半徑的內圓圖板。万花尺由英国工程师丹尼斯•费歇尔（Denys Fisher）于1965年研发并销售。
萬花尺所畫出的圖案，與外圖板圓圈半徑、內圓圖板半徑及筆洞位置有相關性。圖案令人聯想到萬花筒，故名萬花尺。
從數學（尤其是解析幾何）觀點觀察，內圓板放在外圖板的圓洞中，循著圓周轉動所畫出的圖案是內旋輪線；兩個內圓板互貼，固定其中一個內圓板，讓另一個可活動內圓板沿著固定內圓板轉動所畫出的圖案是外旋輪線；外圖板為長方形之內挖出大圓孔，如果外圖板的長方形外框上具有齒輪（一般沒有，只有刻度供兒童當直尺使用）的話，內圓板沿著長方形外框轉動所畫出的圖案是短擺線

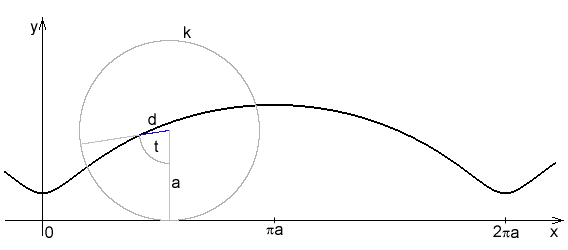
短擺線，內圓板沿著長方形外框轉動所畫出的圖案
內旋輪線，萬花尺最常見的用法
外旋輪線，可活動內圓板沿著固定內圓板轉動所畫出的圖案

## 外部連結
- 畫圈圈的萬花尺 （デザイン定規，Design Ruler）-研發養成所 （页面存档备份，存于）